# TV ALEPA
TV ALEPA é a TV legislativa da Assembleia Legislativa do Pará. A TV ALEPA é usada para transmitir as sessões da ALEPA. O canal está disponível via internet e em TV Aberta. Esteve disponível até 2021 na operadora Roma Cabo, já que a mesma deixou de comercializar os serviços de TV por Assinatura. No dia 10 de julho de 2012 a TV ALEPA firmou convênio com a TV Senado para retransmissão do sinal digital da TV ALEPA e TV Senado além da TV Câmara em Belém e Região Metropolitana, integrando assim a Rede Senado de Rádio e Televisão Digital,  com transmissão em televisão aberta digital de pelo menos três canais em Belém – TV Senado, TV Câmara e TV ALEPA. O acordo prevê, ainda, a cessão de duas horas por dia da programação da Rádio Senado FM para a ALEPA transmitir notícias institucionais. A Rádio Senado FM pode ser sintonizada na frequência 101,5 MHz e Rádio Câmara está em implantação pela frequência 99,3 MHz em Belém. Os canais públicos ficarão no canal 45 UHF, se dividindo assim em 8.1, 8.2 e 8.3, recurso exclusivo da TV digital. A TV ALEPA já está no canal 8.2.